# Енн Дворак
Енн Дворак (англ. Ann Dvorak), справжнє Анна Маккім (2 серпня 1912 — 10 грудня 1979) — американська акторка, сценаристка, хореографка та громадська діячка. Удостоєна зірки на Голлівудській алеї слави.

## Біографія
Анна Маккім народилася 2 серпня 1912 року в Нью-Йорку в сім'ї акторки німого кіно Анни Лер та її чоловіка Сема Маккіма, актора та кінорежисера. Коли їй було 4 роки, батьки розлучилися, і мати з дочкою переїхали до Голлівуду. У тому ж віці Анна дебютувала на кіноекрані у драмі «Рамона» (1916), потім у 1917 та 1920 роках з'явилася ще у двох німих фільмах під псевдонімом Baby Anna Lehr.

## Кінокар'єра
Закінчивши в Лос-Анджелесі школу для дівчат, Анна в 1929 році почала працювати на кіностудії MGM, спочатку як хористка, а потім асистентка відомого хореографа і постановника танцювальних номерів Семмі Лі. 1932 року її помітив кінопродюсер Говард Г'юз і запропонував взяти участь у своєму новому проєкті — гангстерському фільмі «Обличчя зі шрамом», де вона знялася разом з майбутнім знаменитим актором Полом Муні. Після знімання вона взяла гучний псевдонім — Енн Дворак — і підписала контракт з Caddo Company, кінокомпанією Г'юза. Іншим важливим фільмом актриси 1932 року стала комедія «Небесні дияволи», після якої кінокомпанія Warner Bros. кілька разів брала акторку у Г'юза «напрокат».
Кар'єра Енн Дворак швидкими темпами розвивалася. 1932 року вона знімалася в парі з такими знаменитостями як Джеймс Кегні та Дуглас Фербенкс, поряд з Джоан Блонделл та Бетт Девіс була залучена у драмі «Троє в парі». Незабаром керівництво Warner Bros. перекупило акторку у Г'юза. Але в тому ж 1932 на зніманні картини «Дивне кохання» вона закохалася у партнера фільму, актора Леслі Фентона. Роман був настільки бурхливим, що вони покинули проєкт, втекли до Європи і провели там все літо, одружившись 18 серпня 1932 року. Керівництво кінокомпанії негативно поставилося до поведінки акторки і покарало її, до закінчення договору даючи їй лише невиразні ролі. У відповідь Енн Дворак кілька разів подавала на Warner Bros. у суд. Скандал із могутньою кінокомпанією зіпсував репутацію акторки. 1936 року вона пішла з Warner Bros. і кілька років працювала як позаштатна акторка на різних студіях.
1941 року акторка зробила перерву і поїхала до Великобританії, щоб проводити більше часу з чоловіком, на той час офіцером британського Королівського флоту. Протягом Другої світової війни вона з'явилася в трьох британських картинах, проте основна її енергія була спрямована на громадську діяльність — Енн Дворак працювала доброволицею в організації «Землеробська армія», яка, щоб замінити чоловіків, що пішли на фронт, набирала жінок для робіт на сільськогосподарських фермах. Також вона працювала водійкою на «швидкій допомозі», репортеркою у газеті та журналісткою на ВВС. Після закінчення війни Енн Дворак повернулася до Голлівуду і до кінця 1940-х продовжувала зі змінним успіхом зніматися.

## Останні роки
1945 року вона розлучилася і через два роки пошлюбила танцюриста Ігоря Дега, вихідця з Росії (справжнє ім'я Ігор Навроцький). Вони прожили разом недовго — 1951 року з її ініціативи шлюб було розірвано.
Того ж року акторка пішла з кіно і одружилася з архітектором та телепродюсерои Ніколасом Вейдом. У перервах між подорожами в усьому світі подружжя жило на своїх віллах у Гонолулу та Малібу. 1977 року чоловік помер. Енн Дворак померла від раку шлунка 10 грудня 1979 року у своїй резиденції у Гонолулу. Згідно із заповітом, її порох був розвіяний над морем біля пляжу Waikiki Beach. Попри те, що через різні обставини кар'єра акторки склалася не надто успішно, Енн Дворак була удостоєна зірки на Голлівудській алеї слави.